# 薩爾瓦巴德
薩爾瓦巴德是伊朗的城市，位於該國西北部，由庫爾德斯坦省負責管轄，距離首府薩南達季約55公里，海拔高度1,130米，2006年人口3,707，居民主要信奉遜尼派。